# Friedrich Sadebeck
Friedrich Sadebeck (ur. 24 października 1741 w Dzierżoniowie, zm. 1 grudnia 1819 tamże) – niemiecki kupiec i fabrykant.
Ojcem Friedricha był dzierżoniowski białoskórnik, po przedwczesnej śmierci którego rodziny nie było stać na rozpoczęcie edukacji dziesięcioletniego wówczas Friedricha i chłopiec praktykował białoskórnictwo w rodzinnym warsztacie, jednocześnie zajmując się na własną rękę drobnym handlem. Ponieważ w tym ostatnim odnosił sukcesy, to stopniowo odszedł od garbarstwa i zaczął się utrzymywać z handlu wełną owczą i skórami. Od 1770 zaczął sprowadzać do rodzinnego miasta bawełnę i tworzyć fabrykę tkanin bawełnianych, którą rozbudował tak, że w okresie prosperity stał się głównym pracodawcą w mieście, mając 10 tys. pracowników. Pogarszająca się koniunktura gospodarcza i wzrastająca konkurencja w przemyśle tkackim spowodowały w początkowych latach XIX w. rosnące problemy fabryki i ostatecznie jej zamknięcie.
Był ojcem m.in. geodety i kartografa Moritza Sadebecka.